# 托菲
托菲，是匈牙利巴兰尼亚州所辖的一个村。总面积4.34平方公里，总人口122，人口密度28.1人/平方公里（2011年1月1日）。